# Адмиралтейские карты
Адмиралтейские карты — английские морские карты, издаваемые гидрографическим департаментом (UK Hydrographic Office) в Лондоне.
Используется проекция Меркатора. Карты с различным уровнем детализации покрывают практически всю поверхность Земли. На адмиралтейских картах показаны глубины, береговая линия, навигационные знаки, характеристики дна (для якорной стоянки), источники опасности, приливы.